# وادي الجوف (فلسطين)
وادي الجوف (بالعبرية: ناحال جوب)  هو وادٍ موسمي في شمال جبال النقب، أحد روافد وادي الفقرة (ناحال تسين -بالعبرية) في النقب الشرقي، وعلى يمين الوادي تسير الطريق إلى مصر. في مجراه أخدود/كانيون عميق وأجران (برك) تمتلئ بالماء. يبلغ طوله 8 كيلومترات، وينحدر من طريق منحدر الصافي (معالي عقربيم) باتجاه وادي الفقرة ، الذي يمتد عبر منطقة وادي العربة ليصل إلى البحر الميت.

## أصل الكلمة
معنى الاسم العربي هو «الوادي الذي يخترق العمق» (باطن الأرض أو الهاوية) أو الوادي الجاف، نسبةً إلى الوادي العميق الذي يشكله.

## مسار الوادي
يبدأ وادي الجوف عند نقطة تصريف المياه في سلسلة جبال الحظيرة(جبال حتسيرا-بالعبرية)، بالقرب من طريق منحدر الصافي (معالي عقربيم)، الذي يتصل بالطريق المؤدي إلى منطقة الحظيرة (او ما يطلق عليه الجرن الصغير بالعبرية). يمتد الوادي في البداية عبر منخفض جغرافي متدرج ينحدر جنوبًا بين منحدرات مكونة من الحجر الجيري، بمحاذاة طريق وادي الصافي.
بعد مسافة تقارب كيلومترين، ينحرف الوادي باتجاه الغرب ليصل إلى الحافة الحادة لحدبة الحظيرة، التي تنحدر نحو وادي الفقرة. على بعد 500 متر من هذا الموقع، ينحدر الوادي بواسطة شلال مرتفع، ثم يتجه جنوبًا ليدخل أخدودًا عميقًا منحوتًا بين صخور مائلة في الجانب الشرقي من سلسلة جبال الحظيرة. يبلغ طول هذا الجزء من الوادي نحو كيلومترين.

## النباتات
ينمو في مجرى النهر، على بعد 200 متر قبل مصب النهر في وادي الفقرة، شجر استوائي نادر في فلسطين وخاصة في النقب، يُسمى "المورنغا". بالإضافة إلى هذه الشجرة النادرة، تنمو أشجار السنط والبرقوق على طول سلسلة جبال الحظيرة وقرب مخرج الوادي إلى غور الفقرة.

## المنخفضات والتجاويف المائية
يمر النهر في طريقه بوادٍ ضيق وعميق، طوله عدة مئات من الأمتار، وعمقه حوالي 15 مترًا، وعرضه من 3 إلى 4 أمتار. في هذا الوادي، توجد ثلاثة أجران كبيرة وعميقة تمتلئ بالماء خلال فصل الشتاء، وتُعرف هذه الظاهرة بالتجاويف المائية (الأجران/البرك).

## المراجع

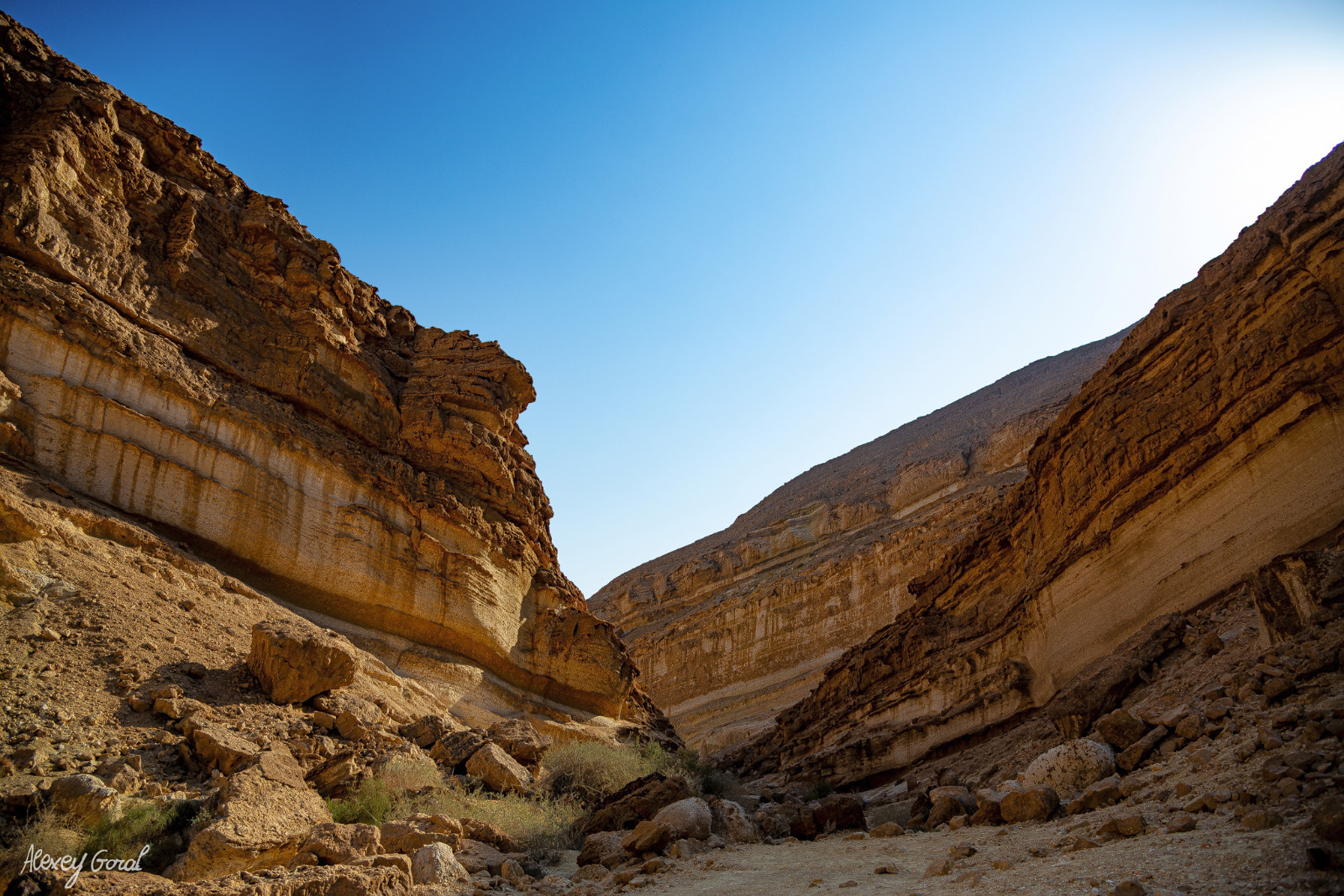

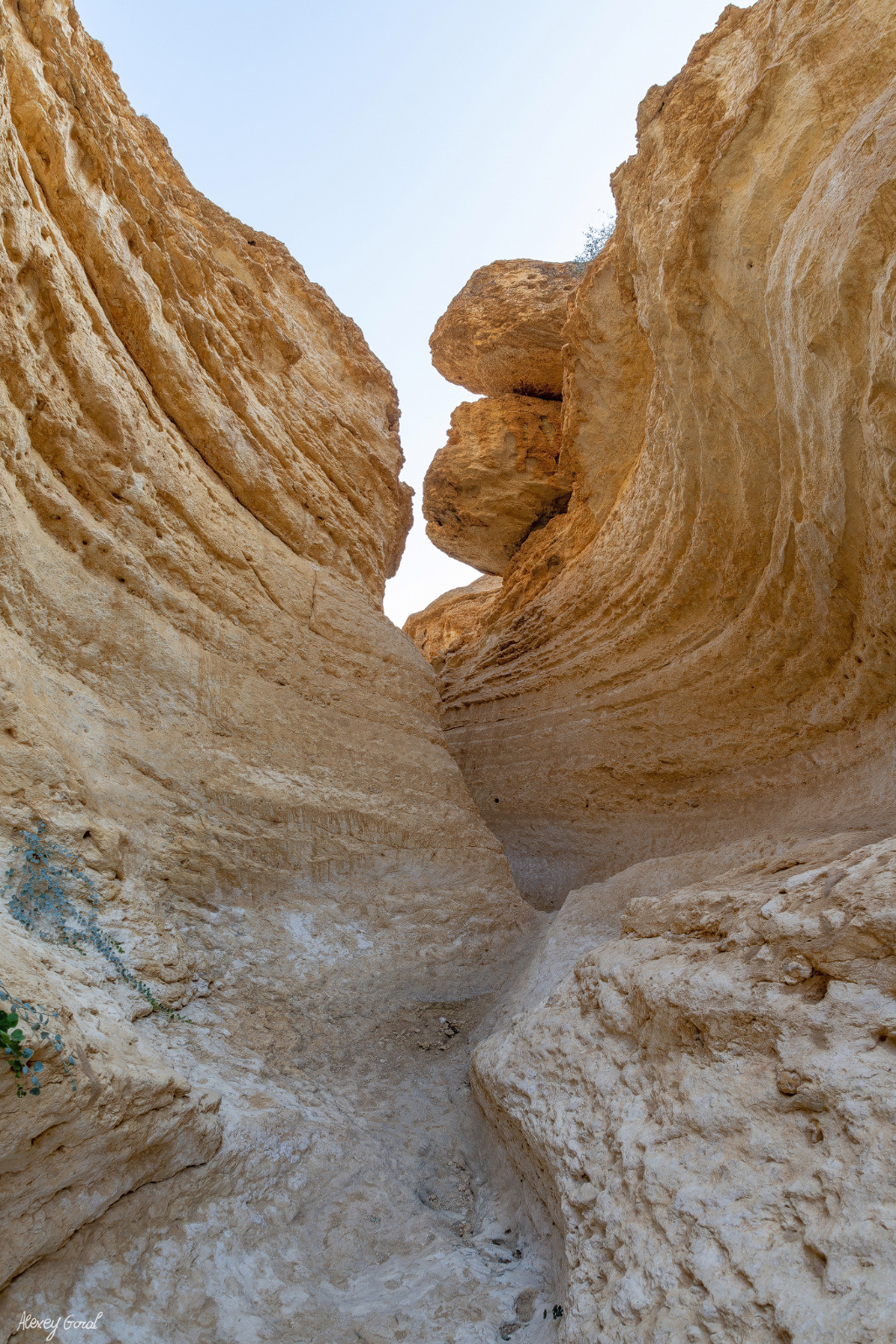